# The Burn
The Burn（ザ バーン）は、毎週土曜日の5:00 - 8:00(JST)にFMヨコハマが生放送しているラジオ番組。

## 概要
FMヨコハマが長年に渡って放送してきた土曜朝方のアウトドア番組枠の新番組として2004年4月から放送開始。DJ TAROが担当していたアウトドア番組「RISE」の後番組として始まり、2023年5月27日に放送1000回を迎え、2024年4月には放送20周年となった。FMヨコハマで現在も放送中の番組としては、同じ土曜午前中に放送のFUTURESCAPEに次いで2番目に古い長寿番組となった。
マリンスポーツ、ウィンタースポーツ、フィールドスポーツなど、週末のアウトドア情報とテンションのあがる音楽満載で送る番組として、リスナーのことを同じアウトドアをする仲間としてマンゴー隊と呼び、「週末お出かけアウトドアプログラム」を番組の柱としている。

## 放送時間
- 2004年4月 - 2007年3月
  - 6:00 - 9:00（180分）[3]
- 2007年4月 - 2008年3月
  - 5:00 - 8:30（210分）
- 2008年3月 - 2013年9月、2016年1月 - 現在
  - 5:00 - 8:00（180分）
- 2013年10月 - 2015年12月
  - 5:00 - 7:55（175分）

## パーソナリティ・スタッフ
- 井手大介 - メインパーソナリティ（マンゴー隊隊長）。2007年3月までは「イデ・F・ダイスケ」の名前で出演していた。

### ディレクター陣
- F,大マン、卒業
- 赤ワイン、卒業
- O2(オーツー)
- 辰巳健太郎[4]

### ミキサー陣
- テラジ、卒業
- 乙女くん

### ザバーンチーム
- OJI(登山部部長)
- 加賀谷はつみ(登山部広報担当)

## チームマンゴー
ザバーンでは電話インタビューやゲストコーナーに出演し、アウトドアの楽しさを教えてくれる仲間や団体、コミュニティーをチームマンゴーと呼び、イベントの共同開催やマンゴーボックスへのプレゼント提供など、番組と様々な形で関わり合っている。

### 元プロサーファー
- ドジ井坂

### プロサーファー
- 小川直久
- 中村竜
- 牛越峰統
- 義家尚史
- 杉山知世
- 平野ミナ子
- 間屋口香

### プロロングボーダー
- 池田潤
- 木下デヴィッド
- 河村正美
- ユージン・ティール

### プロウィンドサーファー
- 中里尚雄
- 脇元祐二
- MOTOKO

### プロボディボーダー
- 小池葵
- 甲地由美恵
- 佐伯陽子
- 芝麻美
- 田中圭
- 奥山千晶

### プロスノーボーダー
- 近藤勇二郎
- 平岡暁史
- 山口睦生
- 上田ユキエ
- 田中幸
- 高橋満美
- コジロー

### スノーボーダー
- 藤村由香
- 山岡聡子

### サーフィンフォトグラファ
- U-SKE

### ミュージシャン
- HIBIKILLA
- FREEASY BEATS
- Lisa Halim

### 団体、コミュニティー
- JPSA
- NSA
- ASP Japan
- Surfrlder foundation Japan
- Love The SNOW SAVE The winter
- Beach Club
- GLESTY.COM
- Surf Reps
- 4Surf.JP
- Surfergirls.net
- Nalu Wahine
- SURFER SITE
- 海の学校
- 赤井得士(SURF1)

## タイムテーブル
- 5:20-最新山情報
- 5:35-東京湾、相模湾、釣り公園などの最新釣り情報。
- 5:45-相模屋 presents 爆釣モーニング
週替わりで企画内容が変わる[5]。
  - リスナーからのメッセージ - 読まれたリスナーには、爆釣ステッカーが贈られる。2017年3月末まで実施され、それ以降は「旬のお魚クイズ」に代わり消滅。
  - フィッシング相模屋のトーク - 相模屋の担当者と電話をつないで、釣りに関する情報などを提供。
  - 旬のお魚クイズ - 相模屋の担当者から出題するクイズにリスナーが挑戦。2017年4月の番組改編（※初回は4月8日放送分）からスタートした。正解者の中から抽選で3名に、爆朝ステッカーが送られる。但し、解答を書いたメール送信ができるのは1通のみで（※2通以上の送信は無効）、制限時間は1曲かかっている間のみとなる。
- 6:10-ミュージックエンタテインメント
- 6:40-湘南、千葉の最新波情報

+BCM Surf Patrol提供の波情報、ブログでも情報はアップされる。
- 7:00-レゲエコーナー

「7 inch 7 o'clock」
- 7:07-ラジオショッピング

CSC、大日堂、メディエーターなどが、週替わりで商品を紹介。
- 7:15-ゲストコーナー

「 Good To Go !」
FM横浜が運営する神奈川県内を中心にエコ＆ソーシャルな情報を発信するWEB「キープグリーン＆ブルー」と連動してゲストを迎え情報発信するコーナー。
- 7:32-湘南、三浦、伊豆のダイビングコンディション
- 7:42-湘南、三浦、伊豆のウインドサーフィンコンディション

- 約2か月に1回行われるスペシャルウィークは、「オールタイムリクエスト」と題してリスナーからのリクエストを募集しつつ番組を進めていく。

## マンゴーボックス
マンゴーボックスとは、メッセージを読まれたリスナーにプレゼントをする際に使用される。
様々なESが使われた後、最後にドラえもんが四次元ポケットから道具を出す際に使われていたESに近い音が出た後、パーソナリティが
「○○（商品名）が当たりました、おめでとうございます、ありがとうございます」と言う。
マンゴーボックスを引く際に、坂口憲二、綾瀬はるか、Lisa Halim、F・大マン (AD) から引いてくれる人を選ぶことができたが、現在は概ね井手の「マンゴーボックス、カモン！」のかけ声でESが流れ、商品名のくだりに簡略化されている。不定期で他の著名人などから掛け声を出すこともある。

### マンゴーボックスの中身
- 番組オリジナルグッズ
- 焚火部缶バッジ(マンゴー隊試供品)現在欠品
- エフ横グッズ
- 協力メーカーからの試供品

などで構成される。なお約2か月に1回実施されるスペシャルウィークでは、プレゼントの内容がパワーアップすることがある。特に毎年12月は、スペシャルウィークを含む前後いずれかの2週を使い、「アウトドアサンタと3時間オールタイムリクエスト」として、メッセージが読まれたリスナーにクリスマスプレゼントを兼ねた大規模なものになる。詳細はその都度、番組のブログでお知らせする。但し希望通りにもらえるかどうかは、当日放送されるアウトドアサンタの気分次第で、これを損ねた場合は希望と違うプレゼントを差し上げたりすることがある。欲しいプレゼントがある場合、住所や本名・電話番号などを必ず記入しないと、受け取れないことが多いので注意されたい。

### 番組オリジナルグッズ
- 焚火部ステッカー

白地に緑枠、赤い焚き火の絵が特徴的の丸型ステッカー「焚火部」の文字以外は基本的に横書き。
初代2011年バージョンは外枠の縁取りに文字が入っており「焚火部」の文字は中央左。
二代目2012年と三代目2013年には縁取りに文字が入っていない、この二つは非常に見分けづらい。
四代目2014年バージョンは白地から緑地に変更されており、縁取りが無く、今まで統一して中央左だった「焚火部」の文字が中央右になっている。
- ザバーンステッカー(カッティングシート)

番組名を波に見立て、その上をライドしているシルエットが特徴的。色は青ラメ入り。
- ザバーン限定ステッカー(カッティングシート)

過去に期間、数量限定でラメ入りエメラルドグリーンやラメ入りレッドのステッカーが出された事がある。
- ザバーンキラキラステッカー(カッティングシート)

その名の通りザバーンステッカーのゴールドバージョン。元々の発注量が少ないレアもの。
マンゴー隊の中にはザバーンステッカーとザバーンキラキラステッカーを少しズラして重ね貼りするつわものも現れた。
- ザバーンTシャツ

番組10周年記念激レアグッズ
白地に黄緑色で胸部にザバーンステッカー(カッティングシート)と同様のプリントがされている、紫外線で青くなる特殊なインクを使用しており、背中にはFM横浜のロゴが入っており暗所で光る畜光インクが使用される
制作協力は東京・亀戸にあるTシャツなどのプリント加工工場「GOOD FELLOW.INC」のスタッフであり大介の友人でもある、伊織さん
サイズはXS,S,M,L,XLの五種類
通常の放送でプレゼントされる事は殆ど無く、スペシャルウィークなどにマンゴーボックスに入る。
- 2015/2現在のマンゴーボックスの中身は以下参照

＜サーフィン関連＞
・ジェラルドホットジェル（レギュラータイプ）
・ジェラルドホットジェル（ハードタイプ）※冬のサーファー向け
＜釣り関連＞
・ルアー各種
・釣りブランドステッカー各種
・バスデイのルアーケース（ステッカー付）
・DAIWA YOUNG FISHING CLUBのキャップ
・IRIE FISHING CLUBのスウェット（メンズMサイズ 残り1枚）
・IRIE FISHING CLUBのTシャツ（黒／メンズSサイズ 残り1枚）
・みやざわこフィッシングエリア「カフェドリンク付き桟橋ワカサギ釣り無料券ペア」
・BerryPark in FISH ON！王禅寺の釣り券（レンタルタックル付き）
＜キャンプ・BBQ関連＞
・SOTO いぶし処 燻製用脱水シート
・SOTO いぶし処 スモークバック
・SOTO スライドガストーチ
mont-bell ステンレス サーモボトル 0.45L（オレンジ 残り1個）
＜小物系＞
・奇譚クラブのフィギュア：NATURE TECHNI COLORシリーズのストラップ
　（「クラゲ」「タツノオトシゴ」「ウミウシ」「ダンゴウオ」の4種）
・奇譚クラブのフィギュア：NATURE TECHNI COLORシリーズのマグネット
　（「クラゲ」「タツノオトシゴ」「ウミウシ」「ダンゴウオ」の4種）
・mont-bell「ストラップ クマ」
・ザバーン焚火部缶バッジ
・ザバーンブレスレット
＜ステッカー＞
・FMヨコハマオリジナルステッカー
・IRIE LIFEステッカー（残り1枚）
・５代目アングラーズアイドル石川文菜「”Bun!”ステッカー」
・赤ワインの大漁ショップ「大漁ステッカー」（キハダマグロ）
・赤ワインの大漁ショップ「爆釣ステッカー」（シーバス）
・釣りブランドステッカー各種
＜その他＞
・AnyGlove（革手袋専用）
（塗って乾かすだけで手袋がスマホ対応に早変わり）

## カマゲンメール
マンゴー隊から届いた、番組内で読めなかったメールを番組ブログで紹介する。スペシャルウィークなどに突入するとプレゼント付きになることがある。
カマゲンは大きく分けて下記に分類される。
- ○月○日カマゲンメール

アウトドア全般のマンゴー隊からの報告を紹介する。
- ザバーンステッカーGet報告

マンゴーボックスやイベントでステッカーをGetしたマンゴー隊が
「ステッカーをアウトドアグッズに貼りました」や「ステッカーが縁で見ず知らずの人と盛り上がりました」などの報告メールをブログ内で紹介する。
キラキラステッカーは「キラキラステッカー当選者の声」として別格で紹介される。
- マンゴー隊今週の○○報告

「釣果報告」
「登山報告」
「雪山報告」
「キャンプ報告(オートキャンプ)」
「BBQ報告」
などがあり「マンゴー隊、今週の釣果・登山報告」のように２つ組合せて紹介される事もある。
- その他

上記以外のThe Burnチームがブースを出すイベントに参加したリスナーからの報告メールや
ビーチクリーン活動などの社会貢献活動報告メール
夏のアウトドア全般の報告メールを紹介する「夏の思い出」などがある。
これらは、一般のリスナーも多い事からか「マンゴー隊」では無く「リスナー」と呼称する。

## 企画
様々な企画を同時進行的に展開している、番組は週一回だが、番組公式ブログは毎日アップされている、そこでも多方面にわたり情報発信している。
- 登山部

ゲストとして呼ばれたシンガーソングハイカーの加賀谷はつみがOJIと気が合うのでは？ と大介が言い出し、2013/10/12に「山小屋のお見合い」と称した、公開トークお見合いを行い
(この間、大介はブースを退室し2人きりでトークが展開された)
話が尽きない2人にザバーンブログを使い、週1で交換日記のように登山情報を報告・発信しては？と大介が提案し
「OJIと加賀谷はつみのマウンテン交換日記」が行われ、現在のザバーン登山部発足に至る
登山部、課外活動
ラフティング＆キャニオニング
登山部の課外活動として、群馬県の最北端で利根川の源流である「みなかみ町」で行われた
協力、提供・
アウトドアツアー会社「ネイチャー・ナビゲーター」から日本ラフティング界のパイオニアである堅村浩一さん
みなかみ町役場「まちづくり交流課ブランド推進室」松山さん
みなかみ町の町づくりに協力している会社「㈱ヤマノアンドアソシエイツ」の野嶋さん。
- 深海バスターズ

2012/1から一年間で100種類の魚を釣り上げる「100目釣りプロジェクト」と
2013/1から、同じく200種類を釣り上げる「200目釣りプロジェクト」を経て、川や海にはまだまだ沢山の種類の魚がいることを再認識し、未だに謎が多い深海の魚達に出会う為、深海に挑むプロジェクト。
- 釣り博士の旬の魚

「これを聞けば、一目多く釣れるかも」がコンセプトの旬の魚を大介扮する釣り博士が紹介するコーナー
博士は語尾が「…じゃ！」「…ておるぞ！」となる、BGMにはクラシックの名盤が流れる
詳細内容は番組ブログにて紹介される、ブログでは釣り公園などの釣り場情報も同時発信されている。
- アウトドア看板娘

「アナタのクリックで女の子を振り向かせて下さい」を合い言葉に、ショップ店員やイベントコンパニオン、マンゴー隊の女の子の後ろ向き等の写真をクリックし正面の写真を見る、といったもの。
アウトドア看板娘以外には
雪山ガールを振り向かせる「スノーフェアリー」
山ガールを振り向かせる「ネイチャーガールコレクション」
水着の女の子を振り向かせる「マーメイドアルバム」
などがあり、随時募集している。
- NO LIMIT PROJECT

自転車やサーフィンのトレーニングやレースを通じて自然と触れ合うプロジェクト
自転車部
《シクロクロス》
クロスカントリーの自転車版、代表的なレースは
「湘南ベルマーレシクロクロス」や
「シクロクロス東京」がある
2013/12/23(月祝)に開催された
「湘南ベルマーレシクロクロス」
会場・開成水辺スポーツ公園特設会場
の「60分エンデューロ」(60分に何周出来るかを競う)にザバーンチームの
井手、ディレクター辰巳、ADのO2が参戦した
クリスマス直前だった為、サンタクロースやトナカイのコスプレを身にまとってのレースだった為
サンタクロース+シクロクロス=「サンタクロス」とブログで表現していた。
《Mt.富士ヒルクライム》
富士山麓公園(料金所手前)からスタートし、富士山五合目までの
距離25㌔(測定区間24㌔)
標高差1270㍍(測定区間1255㍍)
勾配、平均5.2%(最大7.8%)を
自転車で登るヒルクライムレースでザバーンチームは第一回目からフル参戦している
リスナー参加枠という、ザバーンチームの一員として無料(前日の宿の宿泊費は自己負担)で参加出来る枠がある
過去にザバーンチームとして参加した事のあるシンガーのヨースケ@HOMEは2012年5月のゲスト時に自宅からランドマークタワーへの約25キロを自転車で走り、そのままゲストコーナーへ出演した。
サーフィン(部？)
サーフィントレーニング
元サーフィン日本チャンピオンドジ井坂氏のサーフィン講座やビーチクリーニング活動などを行う
サーフィン検定
NSA湘南藤沢支部が主催するサーフィン検定にチャレンジする。
- 焚火部

通称ビー部
大介とFREEASY BEATSで行った本栖湖キャンプで結成された
キャンプだけでなくバーベキューなどを行うマンゴー隊は全員がビー部員である
ビー部員の為に作られた「焚火部ステッカー」には
「火起こしがスムーズに行くように」と
「火の用心」の二つの願いが込められている。
- アイスマウンテンコーヒー

「Family Mart collection PRESENTS Fm Yokohama 84.7 Family Beach 2014江ノ島 with VERANDA」
特別協賛・株式会社ファミリーマート
提供・Coca-Cola、LOTTE
にて、飲むことが出来るザバーンオリジナルドリンク
登山部で飲んできた、山の上でのコーヒーをイメージし、コーヒーリキュールを使いビーチにピッタリのオリジナルドリンクに仕上げた。

## その他
不定期ではあるが様々な情報も発信している。
- 波、風情報(レギュラー)
- ダイビング情報(レギュラー)
- フィッシング情報(レギュラー)
- 積雪情報
- お花見情報
- 潮干狩り情報
- モミジ狩り(紅葉)情報

などが入る。